# Lotononis umbellata
Lotononis umbellata är en ärtväxtart som först beskrevs av Carl von Linné, och fick sitt nu gällande namn av George Bentham. Lotononis umbellata ingår i släktet Lotononis och familjen ärtväxter. Inga underarter finns listade i Catalogue of Life.